# Суботівська волость
Суботівська волость — історична адміністративно-територіальна одиниця Чигиринського повіту Київської губернії з центром у селі Суботів.
Станом на 1886 рік складалася з 8 поселень, 2 сільських громад. Населення — 4057 осіб (2019 чоловічої статі та 2038 — жіночої), 771 дворове господарство.
|                     | Площа, десятин | У тому числі орної, десятин |
| ------------------- | -------------- | --------------------------- |
| Сільських громад    | 4754           | 3318                        |
| Приватної власності | 483            | —                           |
| Надільної власності | 8318           | —                           |
| Іншої власності     | 784            | 86                          |
| Загалом             | 14339          | 3872                        |

Основні поселення волості:
- Суботів — колишнє державне село при річці Тясмин за 12 верст від повітового міста, 2400 осіб, 822 двори, 2 православні церкви, 2 постоялих будинки, базари.
- Янич — колишнє державне село, 1150 осіб, 288 дворів, православна церква, 2 постоялих будинки, базари.

Старшинами волості були:
- 1909 року — Митрофан Олексійович Шлитов[2];
- 1910—1912 роках — Полікарп Пантелійович Проценко[3],[4];
- 1913 року — Ісаак Григорович Стародуб[5];
- 1915 року — Корній Іванович Герасименко[6].